# Герман IV Гессен-Ротенбургский
Герман IV Гессен-Ротенбургский (нем. Hermann von Hessen-Rotenburg; 1 августа 1607, Кассель, Гессен-Кассель — 25 марта 1658, Ротенбург-ан-дер-Фульда, Гессен-Кассель) — ландграф полунезависимого ландграфства Гессен-Ротенбург.

## Происхождение
Четвёртый сын ландграфа Морица фон Гессен-Кассельского и его второй жены Юлианы фон Нассау-Дилленбург.

## Правление
Правил в 1627—1658 годах.

## Жёны
- София Юлиана Вальдек-Вильдунгуэнская (до 1637 года),
- Кунигунд Юлиана Ангальт-Дессауская (с 1642 года).

## Авторство
- «Observationes historico-mathematicae de annis 1618—1635»,
- «Deutsche Astrologie»,
- «Historia meteorologica»,
- «Hexaemeron».